# Brunembert
Brunembert est une commune française située dans le département du Pas-de-Calais en région Hauts-de-France. Ses habitants sont appelés les Brunembertois. Sa population est de 394 habitants au recensement de 2022. La commune est membre de la communauté de communes de Desvres - Samer. Son territoire est situé dans le parc naturel régional des Caps et Marais d'Opale et est intégré au fond de la boutonnière du Boulonnais.

## Géographie

### Localisation
Localisée dans le nord-ouest du département du Pas-de-Calais, Brunembert est une commune de la vallée de la Liane située, à vol d'oiseau, à 6 km au nord-est de la commune de Desvres et à 20 km à l'est de la commune de Boulogne-sur-Mer (chef-lieu d'arrondissement).
Le territoire de la commune est limitrophe de ceux de sept communes.
Les communes limitrophes sont Surques, Selles, Longueville, Quesques, Bournonville, Escœuilles et Henneveux.

### Géologie et relief
La superficie de la commune est de 6,11 km2 ; son altitude varie de 47  à   180 m.

### Hydrographie
Le territoire de la commune est situé dans le bassin Artois-Picardie.
Il est traversé par cinq cours d'eau : le fleuve côtier la Liane, d'une longueur de 38 km, qui prend sa source dans la commune de Quesques et se jette dans la Manche au niveau de la commune de Boulogne-sur-Mer ; le Cervois d'une longueur de 4 km, qui prend sa source dans la commune de Longueville et se jette dans la Liane au niveau de la commune de Selles ; le Trou du Charme, d'une longueur de 0,99 km ; la rivière d'Henneveux, d'une longueur de 2,48 km et le moulin de Selles, d'une longueur de 1,14 km.

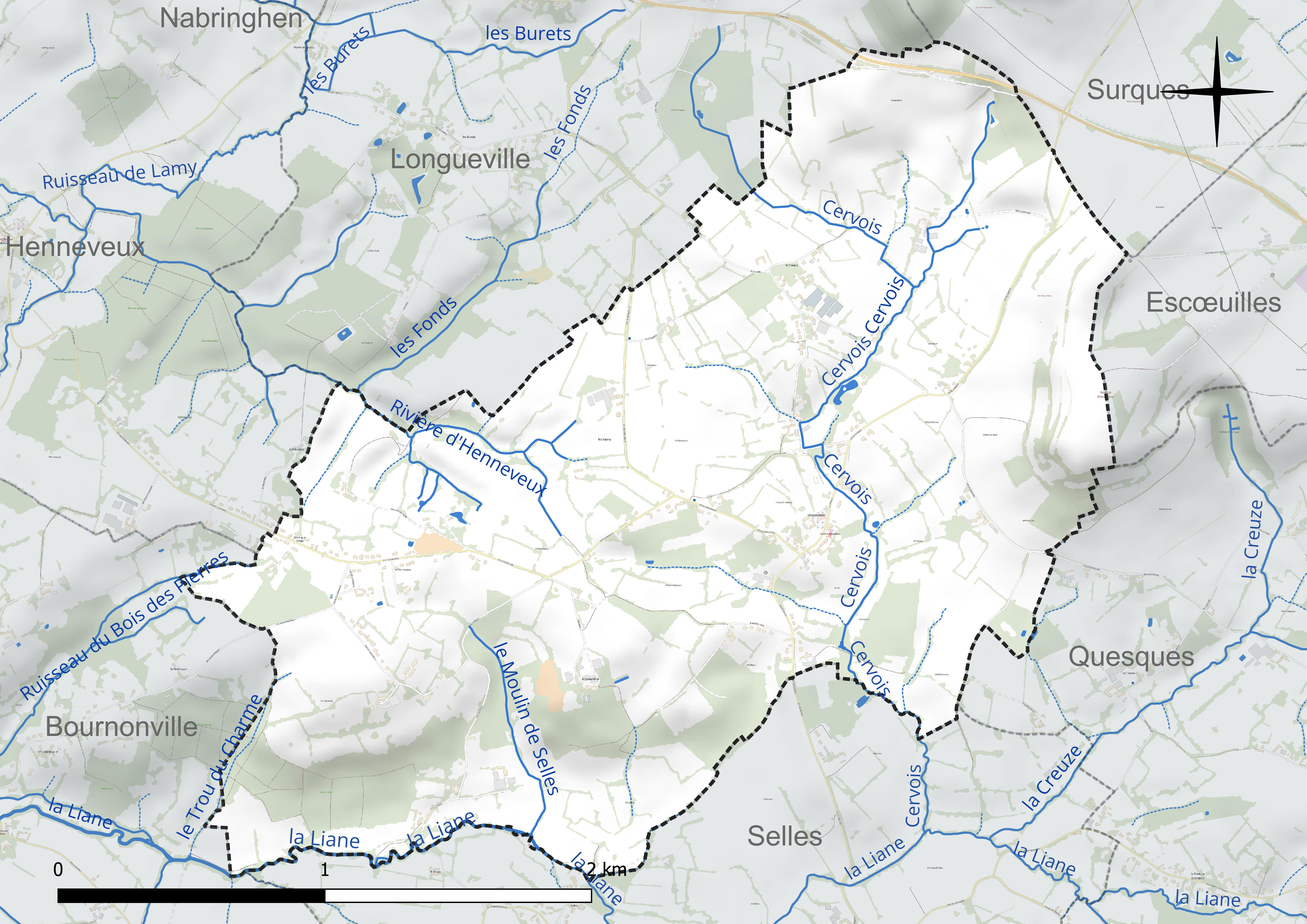
Réseau hydrographique de Brunembert.

### Climat
Pour des articles plus généraux, voir Climat des Hauts-de-France et Climat du Pas-de-Calais.
En 2010, le climat de la commune est de type climat océanique franc, selon une étude du CNRS s'appuyant sur une série de données couvrant la période 1971-2000. En 2020, Météo-France publie une typologie des climats de la France métropolitaine dans laquelle la commune est exposée à un climat océanique et est dans la région climatique Côtes de la Manche orientale, caractérisée par un faible ensoleillement (1 550 h/an) ; forte humidité de l’air (plus de 20 h/jour avec humidité relative > 80 % en hiver), vents forts fréquents.
Pour la période 1971-2000, la température annuelle moyenne est de 10,2 °C, avec une amplitude thermique annuelle de 12,9 °C. Le cumul annuel moyen de précipitations est de 919 mm, avec 12,8 jours de précipitations en janvier et 8,5 jours en juillet. Pour la période 1991-2020, la température moyenne annuelle observée sur la station météorologique la plus proche, située sur la commune de Licques à 9 km à vol d'oiseau, est de 10,5 °C et le cumul annuel moyen de précipitations est de 1 138,1 mm,. Pour l'avenir, les paramètres climatiques de la commune estimés pour 2050 selon différents scénarios d'émission de gaz à effet de serre sont consultables sur un site dédié publié par Météo-France en novembre 2022.

### Paysages
Pour un article plus général, voir Paysage en France.
La commune s'inscrit dans les « paysages boulonnais » tels qu'ils sont définis dans l'atlas de paysages de la région Nord-Pas-de-Calais, conçu par la direction régionale de l'Environnement, de l'Aménagement et du Logement (DREAL),.
Les « paysages boulonnais » qui concernent 66 communes, se délimitent : au nord, par les paysages des coteaux calaisiens et du Pays de Licques, à l’est, par le paysage du Haut pays d'Artois, et au sud, par les paysages Montreuillois.
Les « paysages boulonnais », constitués d'une boutonnière bordée d'une cuesta définissant un pays d'enclosure, sont essentiellement un paysage bocager composé de 47 % de son sol en herbe ou en forêt et de 31 % en herbage, avec, dans le sud et l'est, trois grandes forêts, celle de Boulogne, d'Hardelot et de Desvres et, au nord, le bassin de carrière avec l'extraction de la pierre de Marquise depuis le Moyen Âge et de la pierre marbrière dont l'extraction s'est développée au XIXe siècle.
La boutonnière est formée de trois ensembles écopaysagers : le plateau calcaire d'Artois qui forme le haut Boulonnais, la boutonnière qui forme la cuvette du bas Boulonnais et la cuesta formée d'escarpements calcaires.
Dans ces paysages, on distingue trois entités : 
- les vastes champs ouverts du Haut Boulonnais ;
- le bocage humide dans le Bas Boulonnais ;
- la couronne de la cuesta avec son dénivelé important et son caractère boisé[16].

### Milieux naturels et biodiversité

#### Espace protégé
La protection réglementaire est le mode d’intervention le plus fort pour préserver des espaces naturels remarquables et leur biodiversité associée.
Dans ce cadre, la commune fait partie d'un espace protégé : le parc naturel régional des Caps et Marais d'Opale, d’une superficie de 132 499 ha réparties sur 154 communes, géré par le syndicat mixte d'aménagement et de gestion du parc naturel régional des Caps et Marais d'Opale.

#### Zones naturelles d'intérêt écologique, faunistique et floristique
L’inventaire des zones naturelles d'intérêt écologique, faunistique et floristique (ZNIEFF) a pour objectif de réaliser une couverture des zones les plus intéressantes sur le plan écologique, essentiellement dans la perspective d’améliorer la connaissance du patrimoine naturel national et de fournir aux différents décideurs un outil d’aide à la prise en compte de l’environnement dans l’aménagement du territoire.
Le territoire communal comprend trois ZNIEFF de type 1 : 
- le bocage d'Henneveux. Il présente un paysage bocager typique du Bas-Boulonnais, vallonné et avec un réseau de petits ruisseaux prenant naissance dans les zones de résurgences généré par la superposition étroite des couches géologiques, depuis l’Oxfordien jusqu’à l’Albien, en passant par le Wealdien[19] ;
- le mont de Brunembert et le coteau de Quesques. Cette ZNIEFF est constituée du mont de Brunembert qui culmine à plus de 180 m, c'est un promontoire crayeux dominant la cuvette herbagère du Bas-Boulonnais,  Ce mont est prolongé par le coteau de Quesques. Elle est entaillée par un vallon boisé très profond, la Fosse de la Creuze, d'où jaillissent plusieurs sources alimentant de petits ruisseaux s’écoulant vers le bocage herbager de Quesques[20] ;
- le mont de Surques et le bois du Val. Cette ZNIEFF du bois du Val et du mont de Surques est située sur l’escarpement crayeux du haut-Boulonnais[21].

et trois ZNIEFF de type 2 :
- le complexe bocager du Bas-Boulonnais et de la Liane. Le complexe bocager du bas-Boulonnais et de la Liane s’étend entre Saint-Martin-Boulogne et Saint-Léonard à l’ouest et Quesques et Lottinghen à l’est. Il correspond à la cuvette herbagère du bas-Boulonnais[22] ;
- la boutonnière de pays de Licques. Cette ZNIEFF, de 17 830 hectares, s'étend sur 43 communes[23] ;
- la cuesta du Boulonnais entre Neufchâtel-Hardelot et Colembert. Cette ZNIEFF marque la séparation entre les terrains du Jurassiques du Bas-Boulonnais et les plateaux crayeux des hautes terres Artésiennes[24].

Carte des ZNIEFF de type 1 et 2 sur la commune
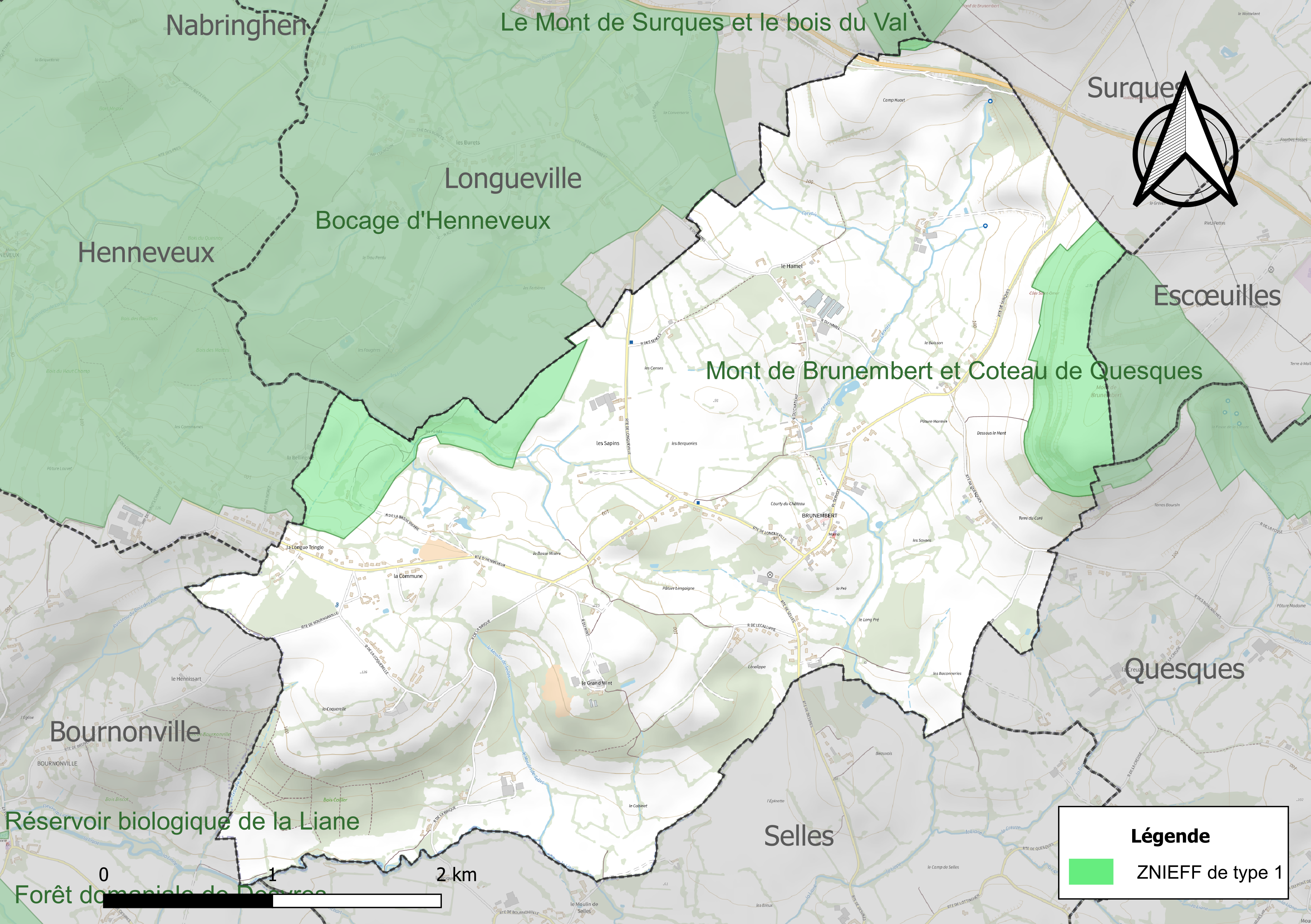
Carte des ZNIEFF de type 1 sur la commune.
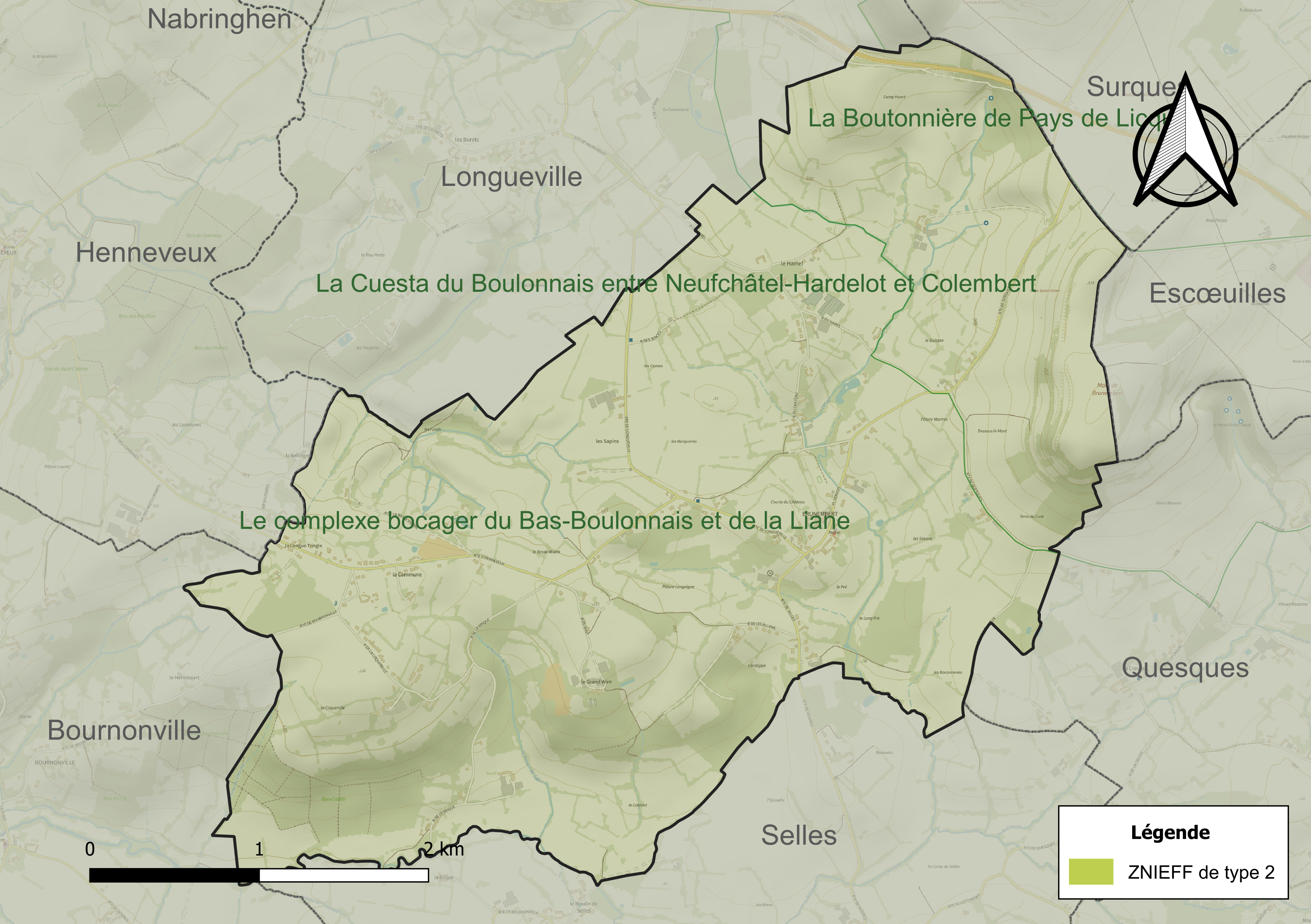
Carte des ZNIEFF de type 2 sur la commune.

## Urbanisme

### Typologie
Au 1er janvier 2024, Brunembert est catégorisée commune rurale à habitat dispersé, selon la nouvelle grille communale de densité à sept niveaux définie par l'Insee en 2022.
Elle est située hors unité urbaine. Par ailleurs la commune fait partie de l'aire d'attraction de Boulogne-sur-Mer, dont elle est une commune de la couronne,. Cette aire, qui regroupe 80 communes, est catégorisée dans les aires de 50 000 à moins de 200 000 habitants,.

### Occupation des sols
L'occupation des sols de la commune, telle qu'elle ressort de la base de données européenne d’occupation biophysique des sols Corine Land Cover (CLC), est marquée par l'importance des territoires agricoles (97,2 % en 2018), une proportion identique à celle de 1990 (97,2 %). La répartition détaillée en 2018 est la suivante : 
zones agricoles hétérogènes (84,4 %), terres arables (12,8 %), forêts (2,8 %). L'évolution de l’occupation des sols de la commune et de ses infrastructures peut être observée sur les différentes représentations cartographiques du territoire : la carte de Cassini (XVIIIe siècle), la carte d'état-major (1820-1866) et les cartes ou photos aériennes de l'IGN pour la période actuelle (1950 à aujourd'hui).

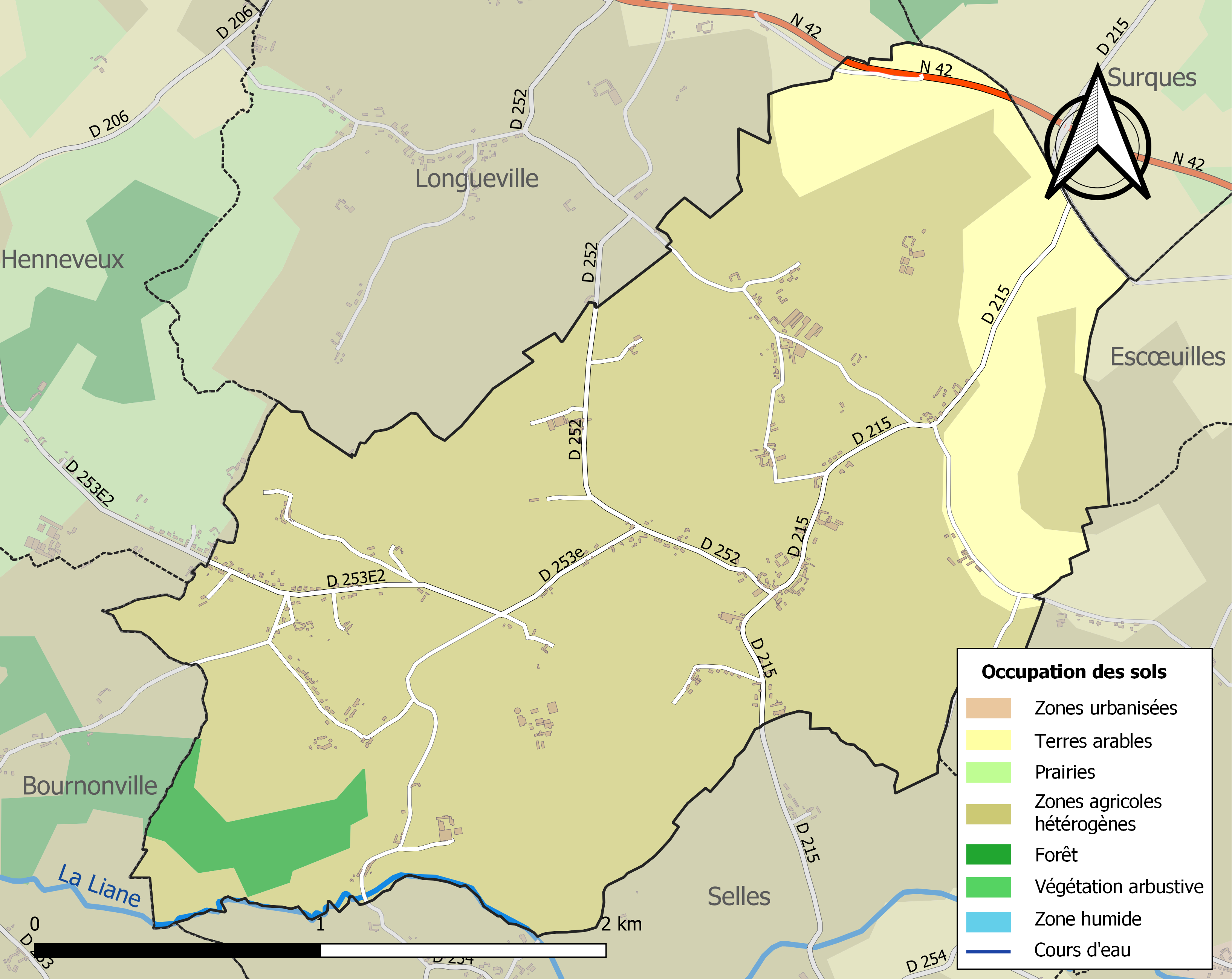
Carte des infrastructures et de l'occupation des sols de la commune en 2018 (CLC).

### Voies de communication et transports

#### Voies de communication
La commune est desservie par les routes départementales D 215 et D 253e et est proche (2 kilomètres) de la RN 42 reliant Boulogne-sur-Mer à Saint-Omer.

#### Transport ferroviaire
La commune se trouve à 25 km  de la gare de Boulogne-Ville, située sur les lignes de Longueau à Boulogne-Ville et de Boulogne-Ville à Calais-Maritime, desservie par des trains des réseaux TGV inOui, TERGV et TER Hauts-de-France.

### Risques naturels et technologiques

#### Risque inondation
À la suite du passage des tempêtes Ciarán, Domingos et Elisa et des inondations et coulées de boue qui se sont produites, la commune est reconnue, par arrêté du 14 novembre 2023, en état de catastrophe naturelle pour inondations et coulées de boue sur la période du 2 au 12 novembre 2023, comme 179 autres communes du département.

## Toponymie
Le nom de la localité est attesté sous les formes Brunnesbercha (1181-1185), Brunesberga (1184), Brusnebec (1194), Brunesberc (1213), Brunemberch (1298), Brunesbergh (XIIIe siècle), Brunebech (1302), Burnemberck (1307), Burnembière (1321), Burnembert (1322), Brunemberg (1373), Brunembec (1392), Brunembert (1393), Brunesberk (1395), Brunnebergh et Brememberch (1559), Brunembercq (1584), Brunambert (1750), Brunembert depuis 1793 et 1801.
D'après Ernest Nègre, la commune tiendrait son nom de l'anthroponyme germanique Brunus suivi de berg « montagne, colline », donnant la « colline de Brunus ».
Une autre hypothèse donne le germanique brunna « source » + berg : la « colline aux sources ».

## Politique et administration

### Découpage territorial
La commune se trouve dans l'arrondissement de Boulogne-sur-Mer du département du Pas-de-Calais, depuis 1801.

#### Commune et intercommunalités
La commune est membre de la communauté de communes de Desvres - Samer qui regroupe 31 communes et compte 23 221 habitants en 2021.

#### Circonscriptions administratives
La commune est rattachée au canton de Desvres, depuis 1801.

#### Circonscriptions électorales
Pour l'élection des députés, la commune fait partie de la sixième circonscription du Pas-de-Calais.

### Élections municipales et communautaires

#### Liste des maires
| Période                                  | Période                      | Identité          | Étiquette | Qualité                                              |
| ---------------------------------------- | ---------------------------- | ----------------- | --------- | ---------------------------------------------------- |
| Les données manquantes sont à compléter. |                              |                   |           |                                                      |
| avant 1981                               | juin 1995                    | Henri Havart      |           |                                                      |
| juin 1995                                | mars 2008                    | Philippe Delbarre |           |                                                      |
| mars 2008                                | mai 2020                     | Alain Leduc       |           | Agriculteur retraité Réélu pour le mandat 2014-2020, |
| 24 mai 2020                              | En cours (au 3 février 2022) | Philippe Delbarre |           | Cadre de la fonction publique,                       |

## Équipements et services publics

### Enseignement
La commune dispose d'une école primaire publique.

### Justice, sécurité, secours et défense
La commune dépend du tribunal judiciaire de Boulogne-sur-Mer, du conseil de prud'hommes de Boulogne-sur-Mer, de la cour d'appel de Douai, du tribunal de commerce de Boulogne-sur-Mer, du tribunal administratif de Lille, de la cour administrative d'appel de Douai, de la cour administrative d'appel de Douai et du tribunal pour enfants de Boulogne-sur-Mer.

## Population et société

### Démographie
Les habitants de la commune sont appelés les Brunembertois.

#### Évolution démographique
L'évolution du nombre d'habitants est connue à travers les recensements de la population effectués dans la commune depuis 1793. Pour les communes de moins de 10 000 habitants, une enquête de recensement portant sur toute la population est réalisée tous les cinq ans, les populations de référence des années intermédiaires étant quant à elles estimées par interpolation ou extrapolation. Pour la commune, le premier recensement exhaustif entrant dans le cadre du nouveau dispositif a été réalisé en 2007.

En 2022, la commune comptait 394 habitants, en évolution de −5,29 % par rapport à 2016 (Pas-de-Calais : −0,72 %, France hors Mayotte : +2,11 %).
| 1793 | 1800 | 1806 | 1821 | 1831 | 1836 | 1841 | 1846 | 1851 |
| ---- | ---- | ---- | ---- | ---- | ---- | ---- | ---- | ---- |
| 300  | 322  | 308  | 343  | 354  | 378  | 377  | 395  | 351  |

| 1856 | 1861 | 1866 | 1872 | 1876 | 1881 | 1886 | 1891 | 1896 |
| ---- | ---- | ---- | ---- | ---- | ---- | ---- | ---- | ---- |
| 302  | 335  | 350  | 346  | 380  | 399  | 364  | 359  | 375  |

| 1901 | 1906 | 1911 | 1921 | 1926 | 1931 | 1936 | 1946 | 1954 |
| ---- | ---- | ---- | ---- | ---- | ---- | ---- | ---- | ---- |
| 376  | 347  | 329  | 284  | 331  | 325  | 312  | 301  | 305  |

| 1962 | 1968 | 1975 | 1982 | 1990 | 1999 | 2006 | 2007 | 2012 |
| ---- | ---- | ---- | ---- | ---- | ---- | ---- | ---- | ---- |
| 301  | 307  | 298  | 272  | 255  | 282  | 349  | 358  | 398  |

| 2017 | 2022 | - | - | - | - | - | - | - |
| ---- | ---- | - | - | - | - | - | - | - |
| 418  | 394  | - | - | - | - | - | - | - |

#### Pyramide des âges
En 2018, le taux de personnes d'un âge inférieur à 30 ans s'élève à 40,6 %, soit au-dessus de la moyenne départementale (36,7 %). À l'inverse, le taux de personnes d'âge supérieur à 60 ans est de 18,1 % la même année, alors qu'il est de 24,9 % au niveau départemental.
En 2018, la commune comptait 191 hommes pour 223 femmes, soit un taux de 53,86 % de femmes, largement supérieur au taux départemental (51,5 %).
Les pyramides des âges de la commune et du département s'établissent comme suit.
| Hommes | Classe d’âge | Femmes |
| ------ | ------------ | ------ |
| 0,5    | 90 ou +      | 0,0    |
| 4,8    | 75-89 ans    | 6,4    |
| 13,7   | 60-74 ans    | 10,9   |
| 22,9   | 45-59 ans    | 19,2   |
| 22,8   | 30-44 ans    | 18,6   |
| 13,8   | 15-29 ans    | 19,5   |
| 21,6   | 0-14 ans     | 25,5   |

| Hommes | Classe d’âge | Femmes |
| ------ | ------------ | ------ |
| 0,5    | 90 ou +      | 1,6    |
| 5,6    | 75-89 ans    | 8,9    |
| 16,7   | 60-74 ans    | 18,1   |
| 20,2   | 45-59 ans    | 19,2   |
| 18,9   | 30-44 ans    | 18,1   |
| 18,2   | 15-29 ans    | 16,2   |
| 19,9   | 0-14 ans     | 17,9   |

### Manifestations culturelles et festivités
La fête de la pomme, au début de l'automne, au mois de septembre, organisée conjointement par la commune et l’association « la Servoisienne », où sont présentés les différents produits locaux découlant de la pomme (cidre, eau de vie, vinaigre, gelée..).

## Culture locale et patrimoine

### Lieux et monuments

#### Monument historique
- L'église Saint-Nicolas. Ce bâtiment fait l’objet d’une inscription au titre des monuments historiques depuis le 10 juin 1926[50].

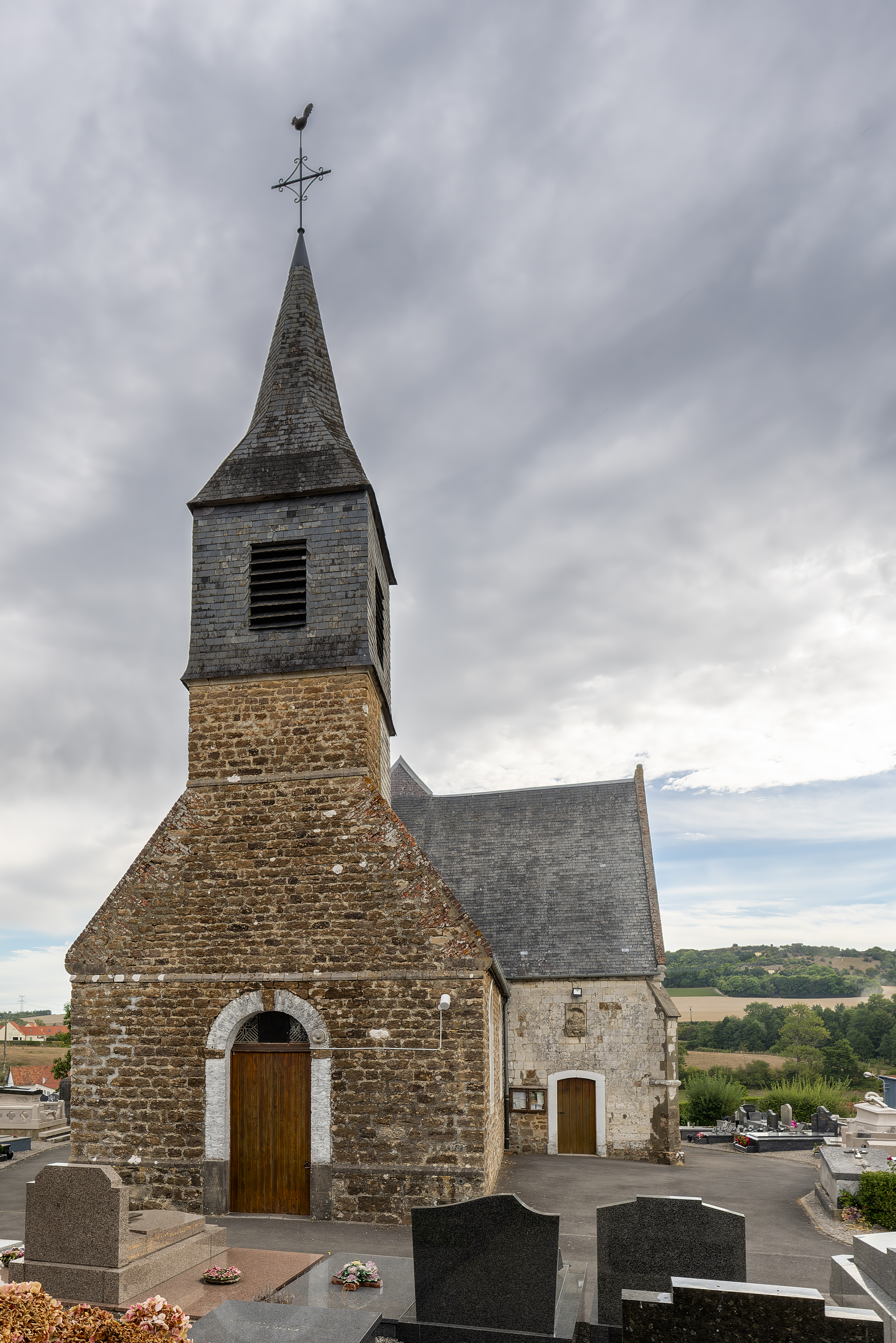
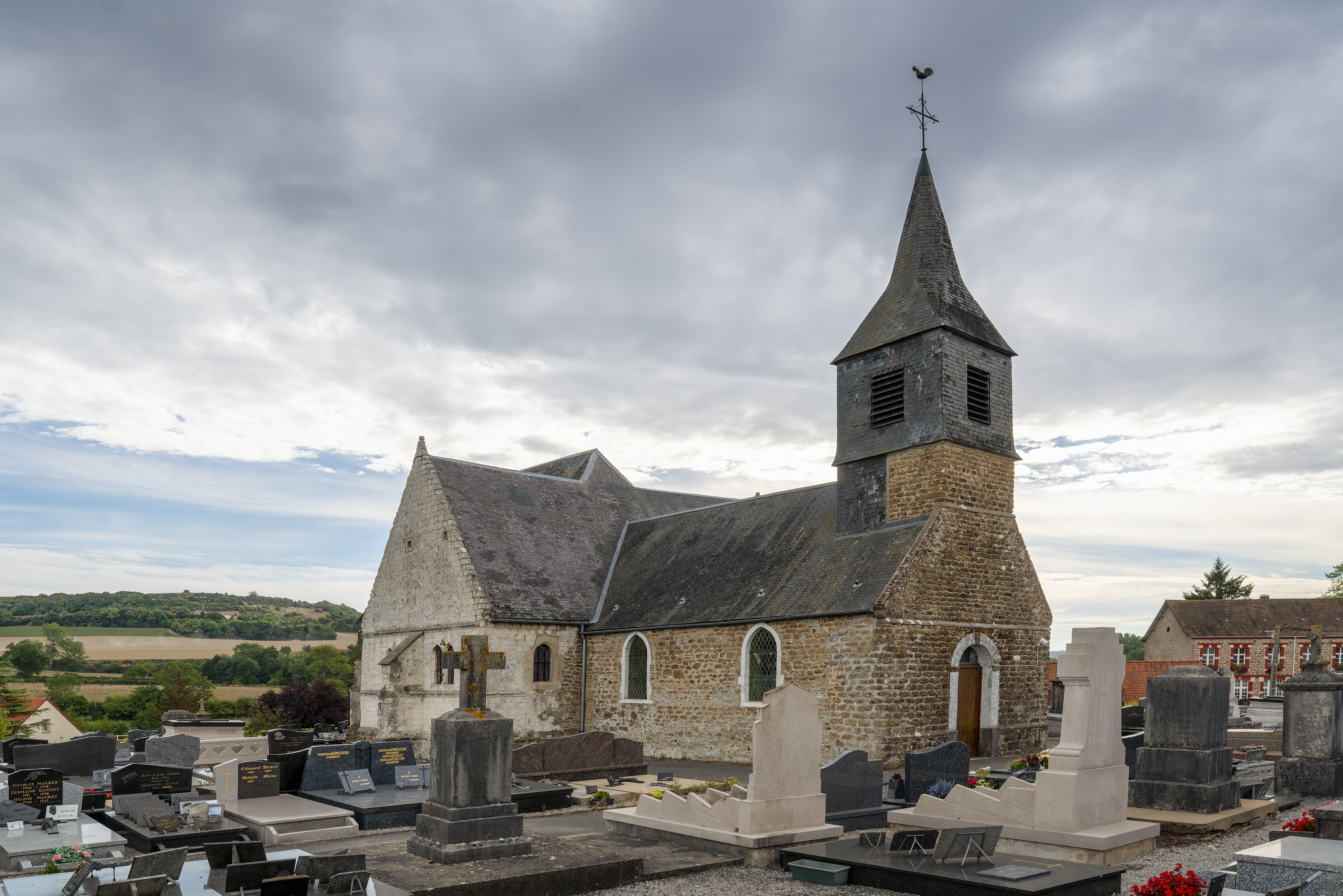
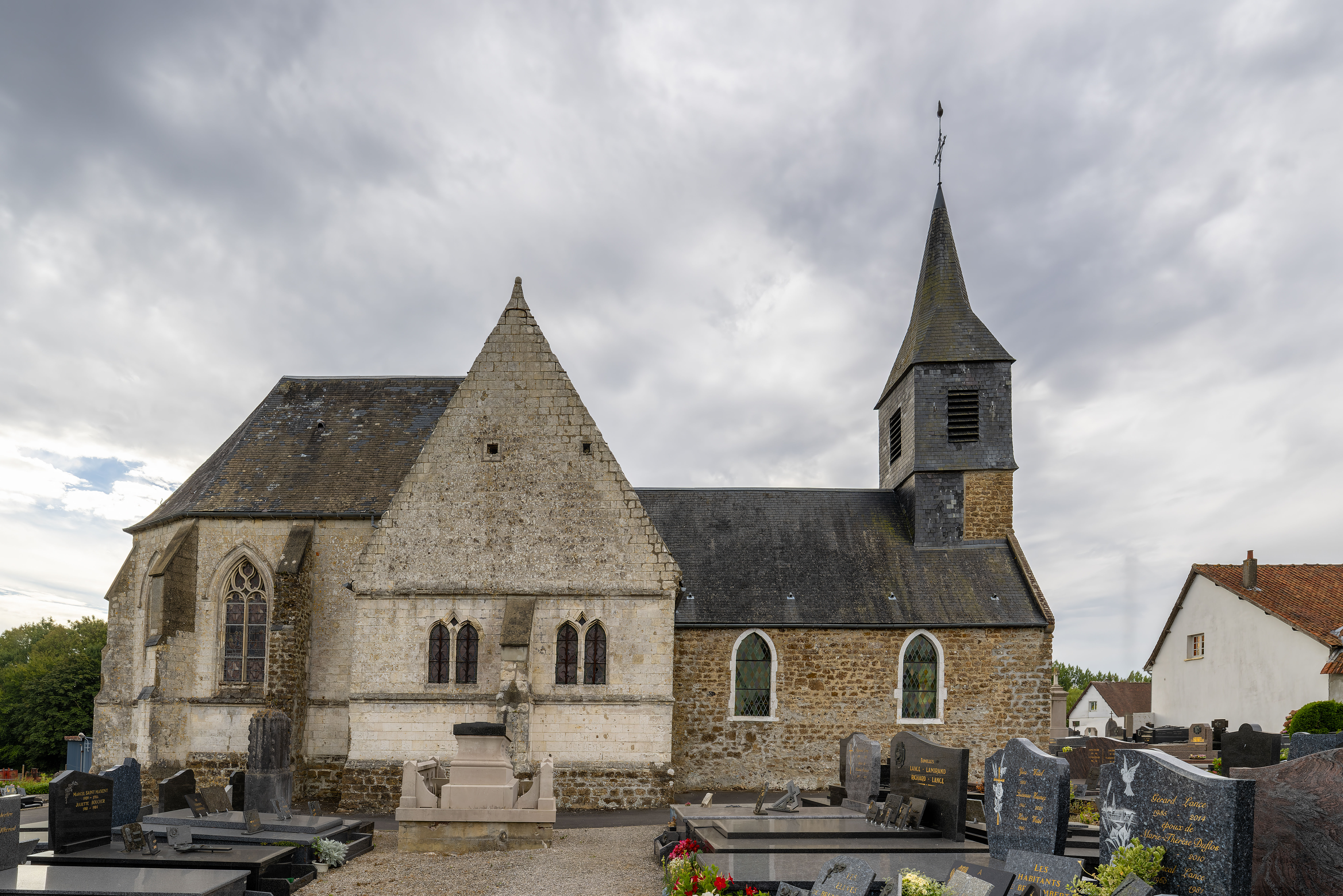
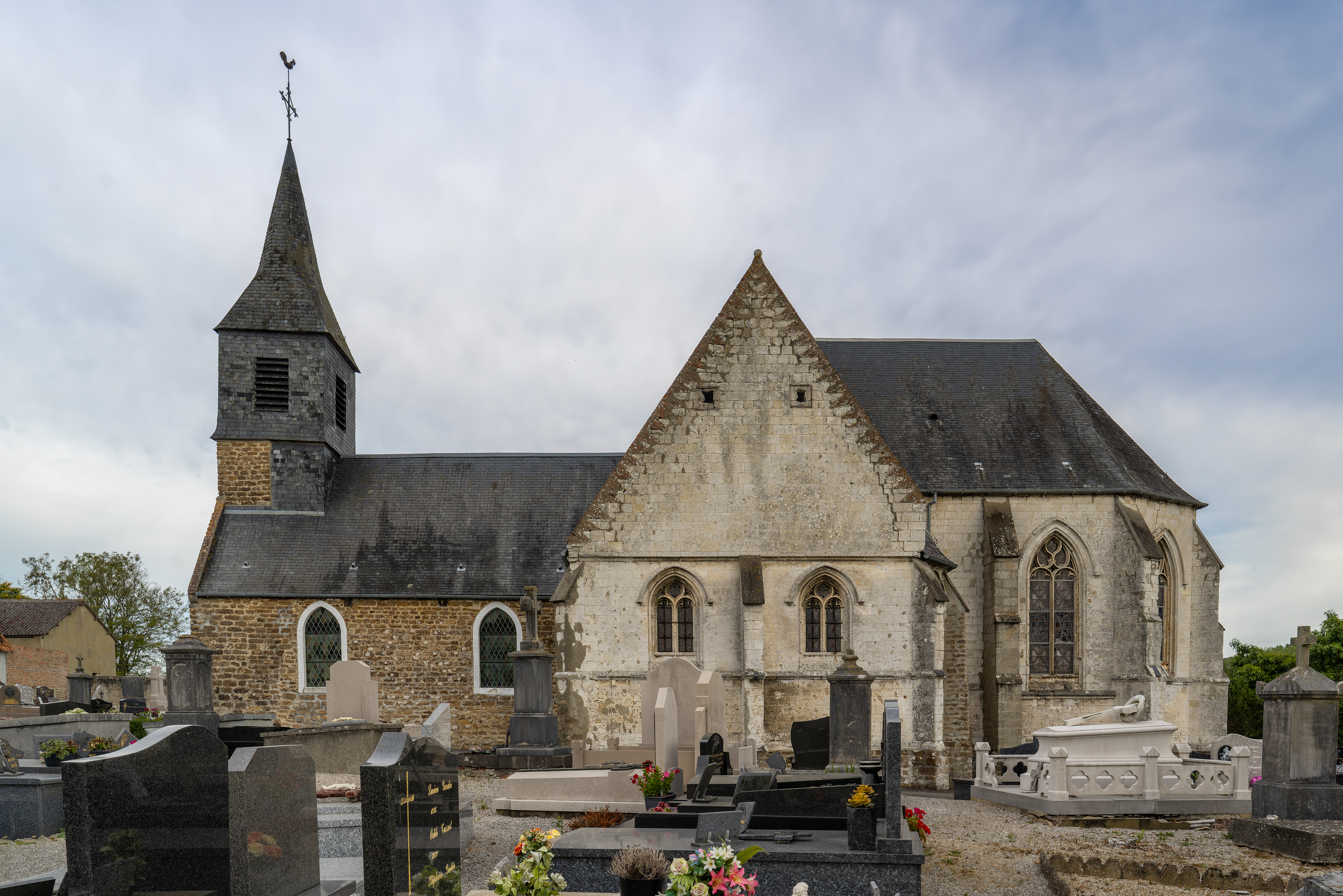

Le tabernacle et l'exposition du maître-autel, la croix d'autel, la statue du Christ en croix et l'écusson en bas-relief sont inscrits au titre d'objet des monuments historiques.

#### Autres lieux et monuments

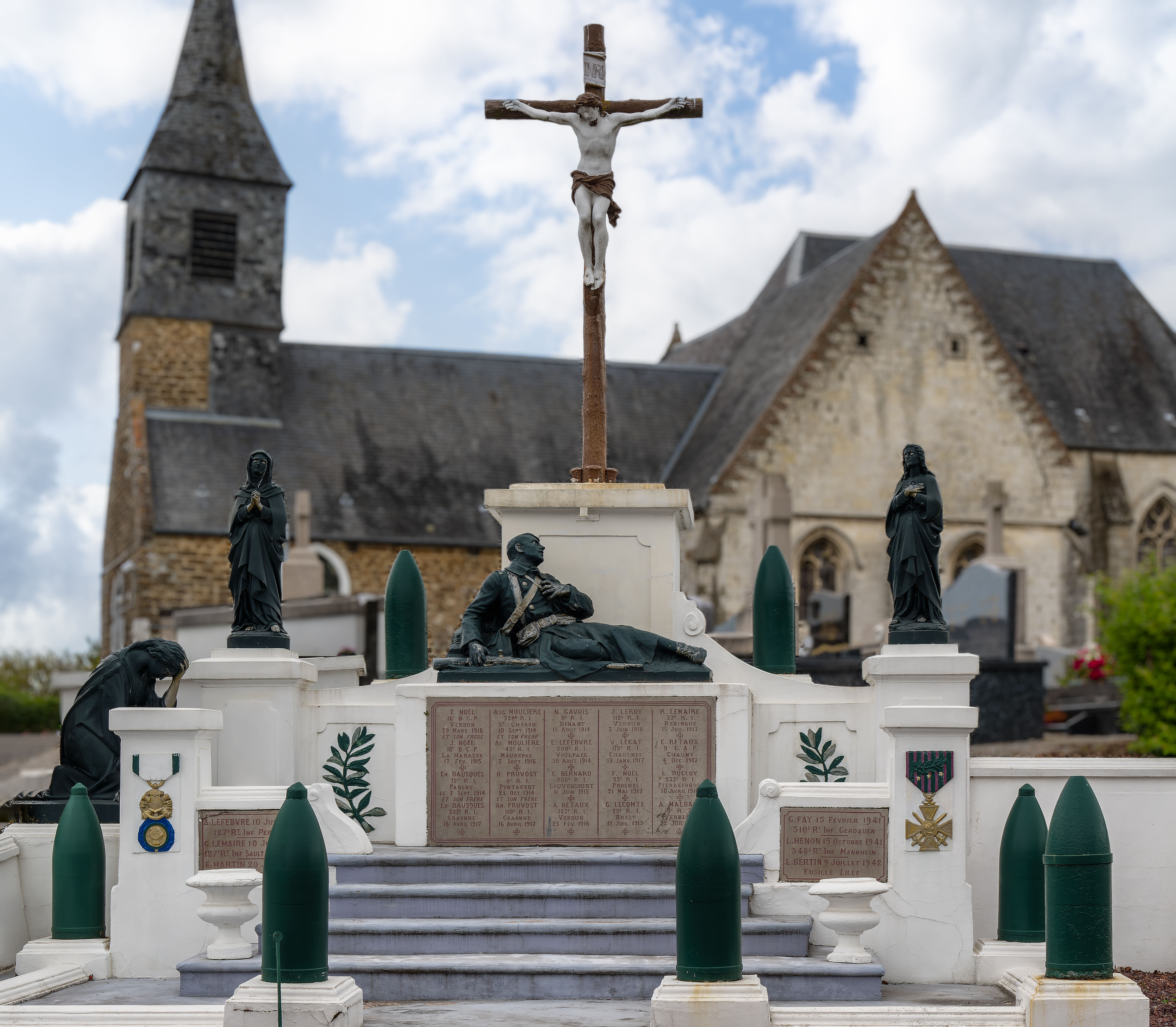
Le monument aux morts.

- Le monument aux morts[51].

### Héraldique
| Blason de Brunembert | Blason  | D'azur à la barque de sable, sur une mer d'argent, portant la Vierge et l'Enfant de carnation sur son bras senestre, vêtus d'or et couronnés du même.                                                             |
| Blason de Brunembert | Détails | Inspiré des armes présentes dans l'Armorial général du chapitre de Notre-Dame de Boulogne à la suite du don du domaine de Brunembert à ce chapitre par Louis XI. Le statut officiel du blason reste à déterminer. |

## Pour approfondir